# 1420 Radcliffe
1420 Radcliffe је астероид главног астероидног појаса чија средња удаљеност од Сунца износи 2,747 астрономских јединица (АЈ).
Апсолутна магнитуда астероида је 11,5 а геометријски албедо 0,257.